# Xerula xeruloides
Xerula xeruloides är en svampart som först beskrevs av Marcel Bon, och fick sitt nu gällande namn av Dörfelt 1980. Xerula xeruloides ingår i släktet Xerula och familjen Physalacriaceae.   Inga underarter finns listade i Catalogue of Life.